# Reina Cheorin de Joseon
La Reina Cheorin, en coreano: 철인왕후 (27 de abril de 1837-12 de junio de 1878), también conocida como la Reina Viuda Myeongsun, fue una reina consorte de Joseon. 
Ella era la segunda hija de Kim Mun-geun, un aristócrata y una figura clave en el régimen de Sedo, y de su segunda esposa Lady Heung-yang; su nombre original era Kim So-yong.  
En 1851, como parte de su manipulación del Rey Cheoljong para conservar el poder, el clan Andong Kim (la familia que controlaba el gobierno y dominaba la Corte Real) impuso al Rey su matrimonio con Kim So-yong. Ella se convirtió en la segunda Reina proveniente del clan Andong Kim, después de la Reina Sunwon (viuda del Rey Sunjo). Al momento de casarse con el Rey, Kim So-yong tenía 14 años de edad; después del matrimonio ella adquirió el nombre oficial de Reina Cheorin.
Ella solo fue elegida por su familia, y se dice que era de pocas palabras, y que no mostraba sus buenos y malos sentimientos en su rostro (no revelaba fácilmente sus sentimientos); no se involucraba en política. Fue elogiada por ser sinceramente atenta con las Reinas Viudas de la Corte.
Durante su matrimonio con el Rey Cheoljong ella solo consiguió a dar a luz a un niño que sobreviviera al parto; se trataba del Príncipe Real Yi Yung-jun, que vivió solamente seis meses (entre noviembre de 1858 y mayo de 1859) antes de morir prematuramente.
Como no tuvo hijos legítimos, cuando su marido el Rey Cheoljong murió (siendo aún joven) en 1864; la Reina Cheorin (viuda con apenas 27 años de edad) intentó participar en la elección del sucesor de su esposo, pero la Gran Reina Viuda Sinjeong (madre del Rey anterior a Cheoljong) reclamó su derecho a elegir al sucesor por ser la más anciana de la Familia Real en ese momento, y eligió al que sería el nuevo Rey Gojong. 
La Reina Cheorin vivió el resto de su vida como una Reina Viuda y murió joven, a los 41 años, en el Palacio de Changgyeonggung el 12 de junio de 1878. Ella está enterrada junto a su marido Cheoljong en la Tumba de Yereung, en el Grupo de la Tumba Seosamneung, perteneciente a las Tumbas reales de la dinastía Joseon. 
Muchos años después de su muerte, cuando el Reino de Joseon se convirtió oficialmente en el Imperio de Corea, y el Rey Gojong (el sucesor de Cheoljong) se convirtió en Emperador; la difunta Reina Cheorin recibió de manera póstuma el título de Emperatriz Cheorin.    